# Баб ас-Сагир (ворота)
Баб ас-Саги́р (араб. باب الصغير‎ — Малые ворота) — одни из городских ворот Дамаска. За воротами находятся одноимённые исторические захоронения, где похоронены 2 жены пророка Мухаммеда.
С внутренней стороны на воротах есть две надписи: первая упоминает великого царя Исса аль-Айюби, вторая — законодательный текст, касающийся налоговых сборов с торговых путешественников.

## География
Баб ас-Сагир расположен на юге Дамаска, столицы Сирии. Он был построен на руинах Греческих ворот и Баб Арами.